# Křišťan z Prachatic
Křišťan z Prachatic, latinsky Christianus de Prachaticz, (před rokem 1370 v Prachaticích – 5. září 1439 v Praze) byl český astronom, matematik, lékař a teolog, stoupenec Jana Husa.
Od roku 1386 studoval na Karlově univerzitě v Praze, kde v roce 1388 složil bakalářské zkoušky a v roce 1390 zkoušky mistrovské. Na pražské univerzitě působil až do konce života, když byl několikrát zvolen děkanem filozofické fakulty a čtyřikrát rektorem univerzity. Od roku 1406 byl farářem a kazatelem v kostele sv. Michala na Starém Městě pražském. Byl učitel a přítel Jana Husa, kterého podporoval v jeho reformátorských návrzích, po jeho smrti se přiklonil k umírněnému husitství.
Nejdůležitější část jeho díla tvoří dva astronomické spisy o astrolábu, De composicione astrolabii a De utilitate (usu) astrolabii, které si získaly ohlas i ve světě. Velkou popularitu si získal s českými spisy o lékařství, byl považován za odborníka na léčení moru, a herbářem. Napsal latinsky pojednání o pouštění žilou. Křišťan z Prachatic je autorem aritmetického spisu Algorismus prosaycus, jehož dobu vzniku se doposud nepodařilo přesně stanovit. Předpokládá se, že to bylo ve druhém desetiletí 15. století, tedy v době, kdy Křišťan z Prachatic napsal i své astronomické spisy.

## Životopis
Narodil se někdy v 60. letech 14. století (spekuluje se o letech 1366 nebo 1368). V roce 1386 začal studovat na Karlově univerzitě, kde o dva roky později získal bakalářský titul a na konci desetiletí složil zkoušku na mistra svobodných umění. Poté nejspíše studoval na lékařské fakultě. Na artistické fakultě začal v roce 1392 přednášet matematiku; na počátku dalšího století byl zvolen děkanem a posléze arcikancléřem. Od roku 1405 byl farářem při kostele archanděla Michaela na Starém Městě pražském.
Učil na univerzitě v době, kdy se díky Jeronýmovi Pražskému začaly objevovat spisy Johna Wycliffa, které výrazně zde formovaly smýšlení intelektuálů. Již záhy se stal obhájcem Wycliffových myšlenek, a když Jan Hus navrhoval některé novátorské postupy v církvi, stal se z něj velký zastánce těchto novot. Jako farář u sv. Michala odmítl klatbu nad Janem Husem v roce 1411 a dokonce později v roce 1415 za ním přijel do Kostnice spolu s Petrem z Mladoňovic a Janem Kardinálem z Rejštejna jako vyslanec pražské univerzity z pověření Václava IV. Zde se mu podařilo navštívit Husa ve vězení a později byl na popud Michala de Causis zatčen; na přímluvu Zikmunda Lucemburského byl ovšem propuštěn.
Po návratu do vlasti lze sledovat jisté uklidnění a odvrácení se od radikálních reformistů. To mu přineslo oblibu u šlechty, která sice byla kališnická, ale podstatu svého bytí v reformě neviděla. Na druhé straně vyhrocené nepřátelství radikálů ho málem stálo život, když jeho faru přepadli stoupenci Jana Želivského. Po smrti Želivského pobýval několik let v Hradci, kam byl z Prahy vypovězen. Do Prahy se vrátil se Zikmundem Korybutovičem a po jeho pádu roku 1427 se musel vrátit do vyhnanství, odkud se vrátil na přelomu desetiletí.
Od této doby se dostal opět poněkud do popředí: v roce 1430 se zúčastnil kněžského shromáždění v Praze, později byl zvolen rektorem Pražské univerzity, v roce 1434 byl znovu přijat do katolické církve, 1437 byl zvolen administrátorem pražské arcidiecéze.
Zemřel při morové epidemii 4. září 1439.

## Dílo
Celé známé dílo čítající 56 prací a jejich edice zaznamenal Pavel Spunar. Svým významem je přirovnáván k svým současníkům Janu Šindelovi či Albíkovi z Uničova. Nejvýše je většinou stavěno jeho astronomické dílo, tedy především kvůli dvěma spisům o astrolábu, které nemají v českém prostředí obdoby a získaly si světový ohlas. Poté lékařské, které objemem tvoří největší podíl a které (jeho Lékařské knížky) tvořily základ pro oblíbený sborník lékařských rad nazývaný „Jádro“, velmi rozšířený byl i český herbář s latinskými názvy bylin. Latinsky se věnoval ve středověku oblíbenému pouštění žilou. A poté až matematické, v kterých se zabýval především poměrně novými arabskými číslicemi, jejich převodem a počítáním s nimi. Dnes méně vzpomínané jsou jeho botanická práce – zabýval se například roubováním stromů.
Ovšem ve své době se také proslavil jako prorok. Věnoval se astrologii (která měla velmi blízko k tehdejšímu lékařství). Z jeho teologických (polemických) děl se zachovalo pouze několik dopisů.

### Spisy
- Algorismus prosaycus[7] – o algorismu, převodu římských čísel na arabská
- Computus chirometralis (cyrometricalis) – chronologická pomůcka k počítání na prstech ruky
- De composicio astrolabii – o sestrojení astrolábu
- De usu astrolabii[8] – o užívání astrolábu
- De sanguinis minucione[9] – o pouštění žilou
- Lékařské knížky[10] – obecné lékařské rady
- Knihy o mocech rozličného kořenie – herbář

## Zajímavost
Jméno Křišťana z Prachatic bylo umístěno pod okny Národního muzea v Praze spolu s mnoha dalšími, viz Dvaasedmdesát jmen české historie.